# Orana (geslacht)
Orana is een geslacht van vlinders van de familie spinneruilen (Erebidae), uit de onderfamilie Lymantriinae.

## Soorten
- O. delicata Griveaud, 1977
- O. grammodes (Hering, 1926)
- O. palea Griveaud, 1977